# Phil Kessel
Philip Kessel (Madison, 2 ottobre 1987) è un hockeista su ghiaccio statunitense, di ruolo ala destra. Dalla stagione 2022-2023 gioca per i Vegas Golden Knights.
In precedenza ha giocato per i Boston Bruins, i Toronto Maple Leafs, i Pittsburgh Penguins e gli Arizona Coyotes. Con la squadra di Pittsburgh ha vinto due volte la Stanley Cup, nel 2016 e nel 2017. 
Kessel è un prodotto del programma di sviluppo della squadra nazionale di Hockey negli Stati Uniti, identificato come un'elite in avanti di età inferiore ai 18 anni, e attualmente detiene il record di tutti i tempi del programma per obiettivi e punti ai Campionati mondiali Under 18 . Ha terminato la sua carriera da dilettante giocando a Hockey collegiata nella NCAA per l'Università del Minnesota nella Western Chiatta Association (WCHA). È stato quindi selezionato al quinto posto nella NHL Entry Draft del 2006 dai Boston Bruins . Dopo la sua stagione da esordiente, nel 2006-07 , è stato premiato con il Bill Masterton Memorial Trophyper per superare il cancro ai testicoli mentre continua la sua carriera professionale. Nel 2009, Kessel è stato scambiato dai Boston ai Toronto Maple Leafs dove ha trascorso sei stagioni prima di essere mandato ai Pittsburgh Penguins nel 2015. Kessel ha vinto i suoi primi e secondi campionati di Stanley Cup con i Pittsburgh Penguins in stagioni da back to back con vittorie sui San Jose Sharks e Nashville Predators, rispettivamente. Kessel è conosciuto come un capocannoniere e per la sua serie attiva di ferro  - è uno dei tre giocatori della NHL con una serie attiva (a gennaio 2019) di oltre 500 partite consecutive .

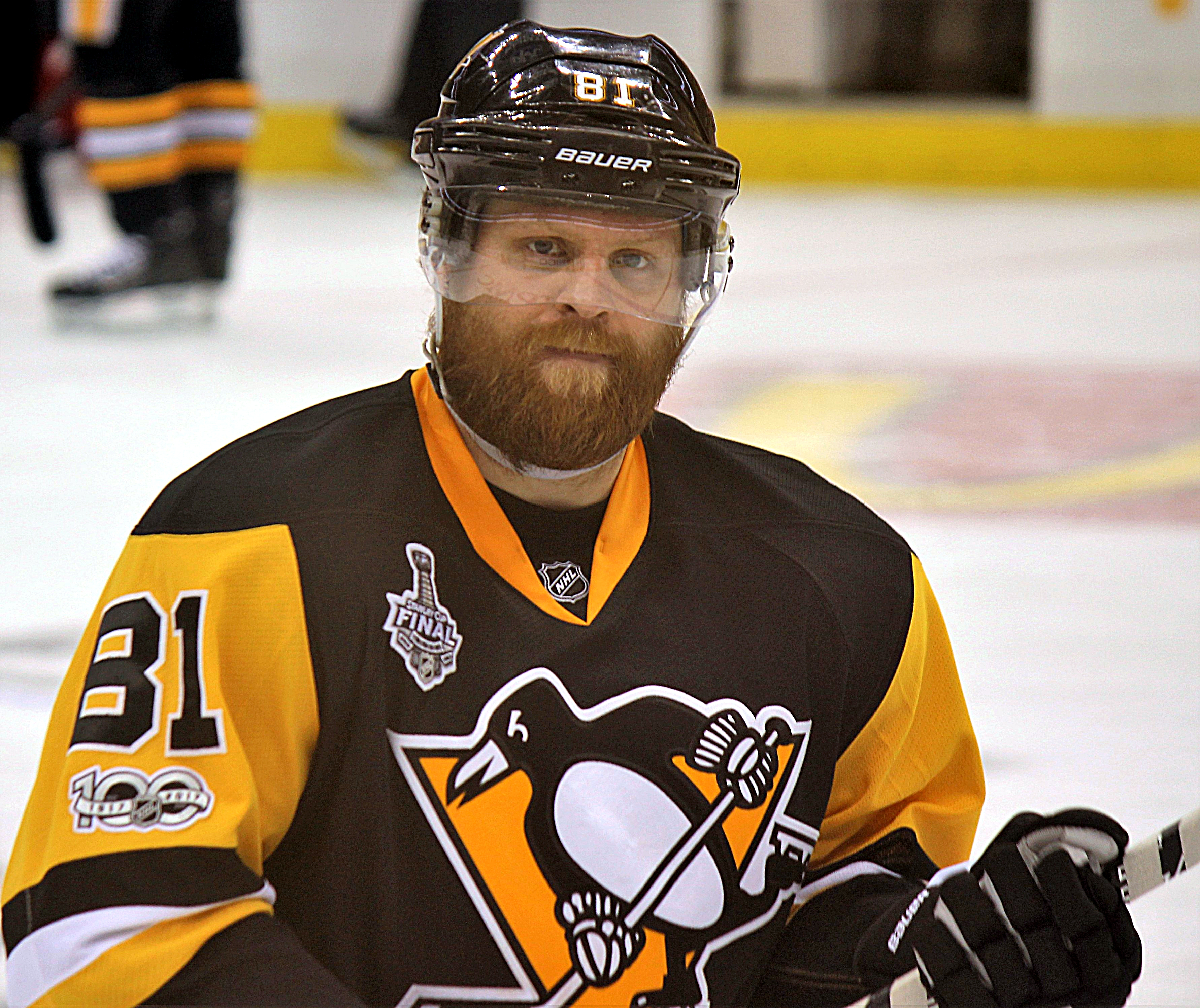
Philip nel 2017

Kessel gioca a livello internazionale per gli Stati Uniti e ha giocato a tre Campionati del Mondo e alle Olimpiadi Invernali del 2010 e del 2014 , vincendo una medaglia d'argento nel 2010 e diventando il top in avanti nel 2014.